# Estrilda pigallada
L'estrilda pigallada (Clytospiza monteiri) és un ocell de la família dels estríldids (Estrildidae) i única espècie del gènere Clytospiza Shelley, 1896.

## Hàbitat i distribució
Habita herba fresca i alta i arbusts prop del bosc de l'est de Nigèria, Camerun, extrem sud de Txad, República Centreafricana i nord i nord-est de la República Democràtica del Congo fins al sud del Sudan, Uganda i l'extrem oest de Kenya i a Gabon, Congo, oest i nord-oest d'Angola i sud i centre de la República Democràtica del Congo.